# Shahrixon
Shahrixon (kyrillisch Шаҳрихон; russisch Шахрихан Schachrichan) ist eine Stadt im usbekischen Teil des Ferghanatales in der Viloyat Andijon.
Die Bevölkerung beträgt laut einer Berechnung für das Jahr 2009 83.158 Einwohner, die Volkszählung 1989 ergab 45.200 Einwohner. Shahrixon ist eine kreisfreie Stadt und gleichzeitig Hauptort des gleichnamigen Bezirks Shahrixon.

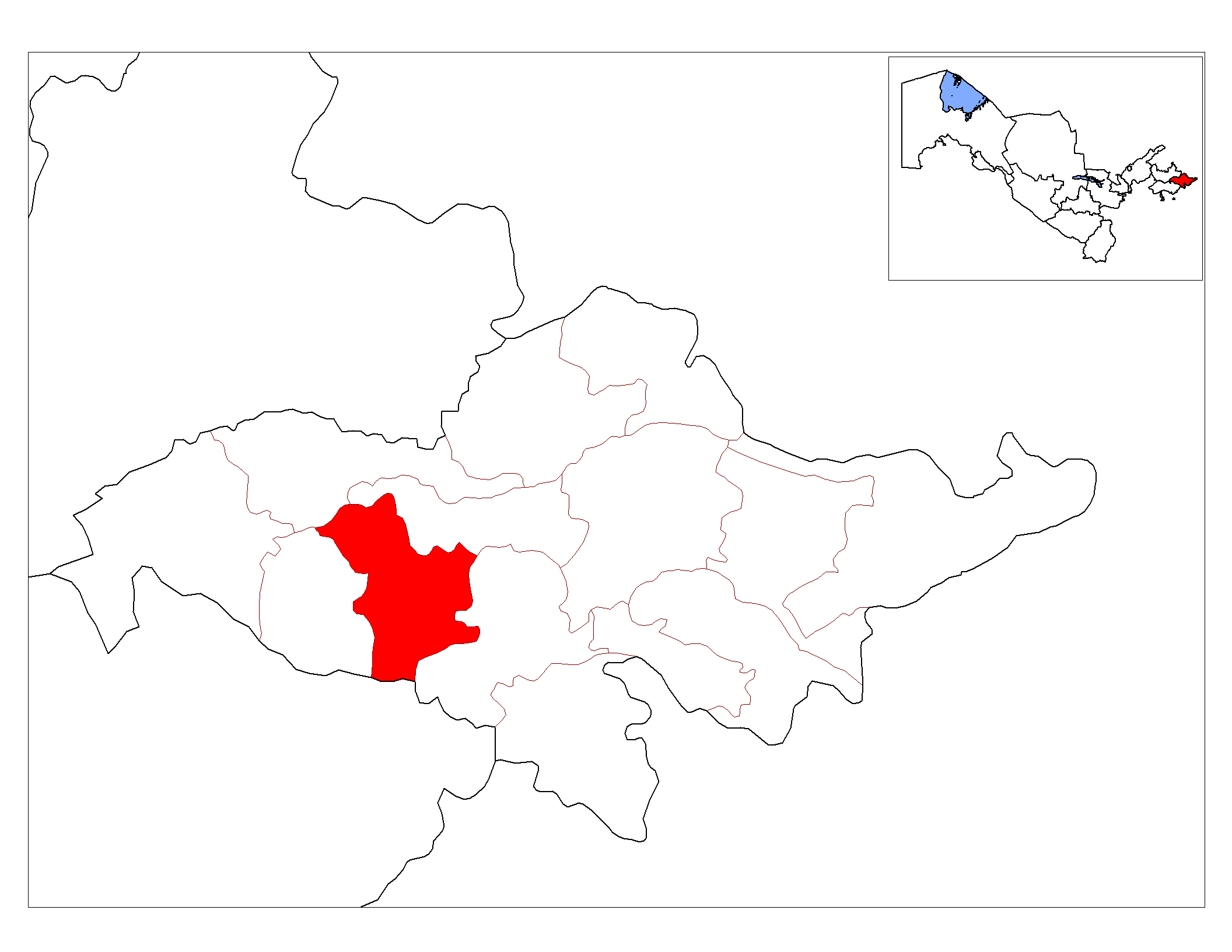
Lage des Bezirks Shahrixon in der Viloyat Andijon

Shahrixon (tadschikisch ‚Stadt des Khans‘) wurde während der Regierungszeit des Khans von Kokand Umar zwischen 1809 und 1821 gegründet. Nach der Eroberung durch das russische Kaiserreich wurde die Kleinstadt zum Dorf und war dies noch beim Bau des Großen Ferghanakanals 1939/40.
Ehemalige Namen der Stadt sind Stalin und, bis 1970, Moskowski. Im Jahr 1970 erhielt die Siedlung neben dem neuen Namen auch das Stadtrecht.
In Shahrixon mündet der Shahrixonsoy in den Großen Ferghanakanal.